# Canal Wilhelmine
Pour les articles homonymes, voir Wilhelmine.
Le canal Wilhelmine (en néerlandais Wilhelminakanaal) est un canal néerlandais dans le Brabant-Septentrional. Il relie l'Amer près de Mont-Sainte-Gertrude au Zuid-Willemsvaart entre Beek en Donk et Aarle-Rixtel (commune de Laarbeek). Le canal est long de 68 km et peut accueillir des bateaux d'un tonnage jusqu'à 500 tonnes. Le canal a une profondeur moyenne de 2,30 m et une largeur qui varie entre 25 et 30 mètres. Le point le moins profond est à 1,90 m.

## Histoire
Les plus anciens projets de la création d'un canal reliant Tilbourg et Eindhoven à la Meuse datent de 1794, mais le début des travaux n'a eu lieu qu'en 1910. Le 16 septembre 1916, le premier bateau arriva à Tilbourg. Les travaux durèrent jusqu'en 1923, année de l'ouverture officielle du canal. Étant donné la croissance du transport par la route, le canal faillit ne plus être utile.

## Source
- (nl) Cet article est partiellement ou en totalité issu de l’article de Wikipédia en néerlandais intitulé « Wilhelminakanaal » (voir la liste des auteurs).